# Fritz Pfeffer

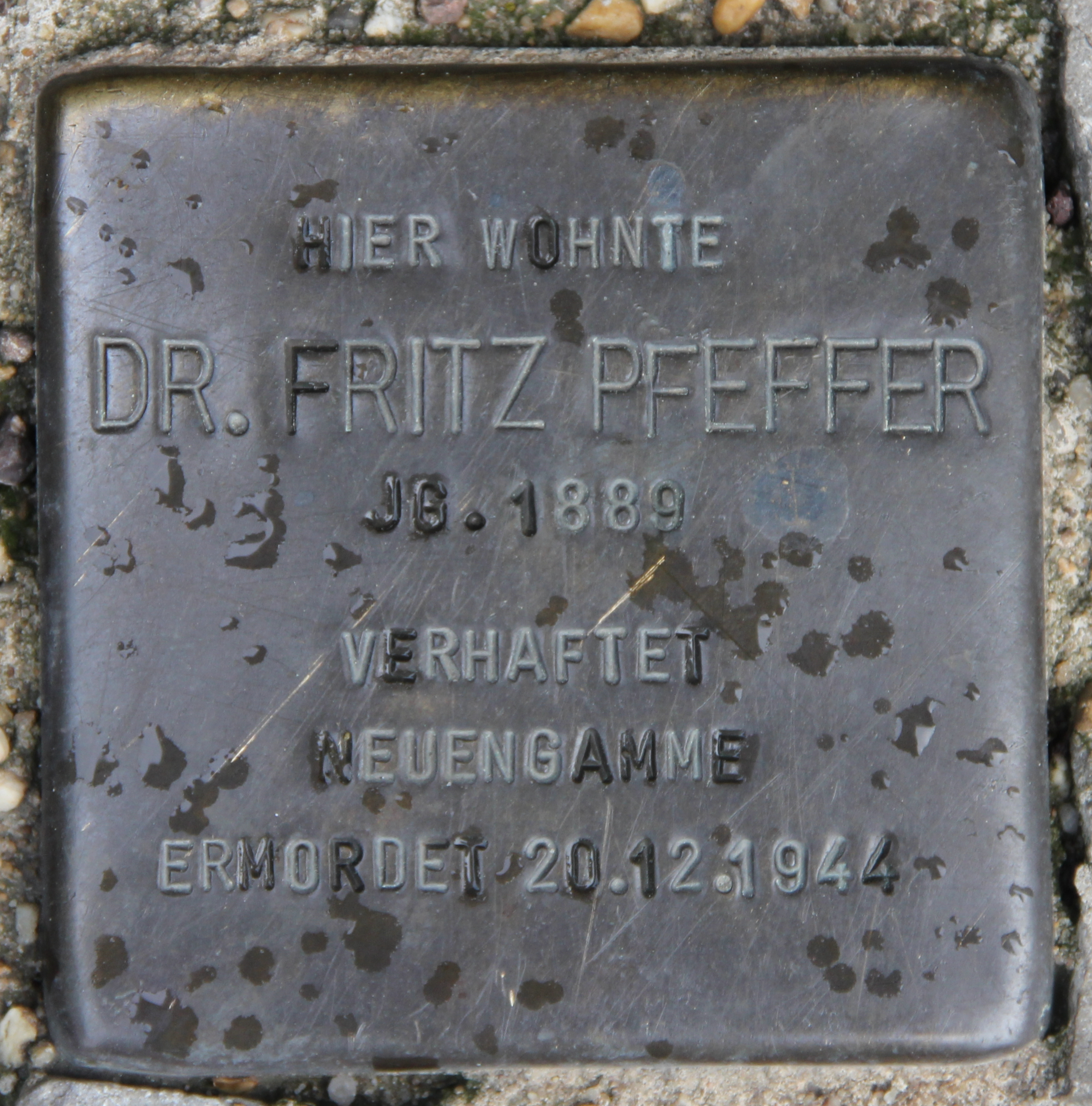
Stolpersteine, Lietzenburger Straße 20b, Berlin-Schöneberg, Alemania

Fritz Pfeffer (Giessen, Alemania; 30 de abril de 1889-Neuengamme, Alemania; 20 de diciembre de 1944) fue un dentista judío que compartió escondite con las familias Frank y Van Pels en los Países Bajos durante las persecuciones por parte de los nazis. En el Diario de Ana Frank aparece bajo el seudónimo de Albert Dussel.

## Biografía
Emigrado de Alemania a los Países Bajos a causa de la caza de judíos practicada por los nazis durante el gobierno de Hitler. Intentó casarse con su novia católica Charlotte Kaletta (Ilmenau, Turingia, 1910-1985), pero no pudo hacerlo en Alemania porque las leyes prohibían los matrimonios de judíos con católicos ni en los Países Bajos porque necesitaban un documento de Alemania.
Solicitó asilo a Chile, donde quería instalar un criadero de caballos junto con Charlotte. Aunque el asilo fue concedido por el país sudamericano, la espera en los Países Bajos por la tramitación de la documentación fue denegada. Debido a esto, fue llevado al refugio donde estaban los Frank y los Van Pels el 17 de noviembre de 1942 por Victor Kugler y Miep Gies.
La relación con Anne, relatada en el famoso diario que escribía la joven, fue bastante tensa. Allí es mencionado con el pseudónimo de Albert o Alfred Dussel y se cuenta que, a su llegada, fue la pequeña de los Frank quien tuvo que compartir habitación con el dentista. Este se burlaba de ella acerca de su diario y tenían constantes discusiones a la hora de ocupar el escritorio (él lo utilizaba para revisar historiales de antiguos pacientes y ella para escribir). 
El 4 de agosto de 1944 fueron encontrados por la Gestapo y llevados al campo de tránsito de Westerbork (Países Bajos). Pocos días después fue separado de los Frank y los Van Pels para ser deportado al campo de concentración de Buchenwald, al de Sachsenhausen y, por último, al de Neuengamme (Alemania), donde murió el 20 de diciembre de 1944 a causa, posiblemente, de maltratos y enfermedades.
Al finalizar la guerra, su novia, Charlotte Kaletta, quien por medio de Miep Gies había estado enviándole alimentos, libros y revistas durante su escondite, se casó con Pfeffer de manera póstuma y emigró a Estados Unidos, donde tuvo hasta entonces una buena relación y contacto con Otto Frank.